# Synagogue de Kórnik (1768 - 1940)
 (septembre 2022).
Si vous disposez d'ouvrages ou d'articles de référence ou si vous connaissez des sites web de qualité traitant du thème abordé ici, merci de compléter l'article en donnant les références utiles à sa vérifiabilité et en les liant à la section « Notes et références ».

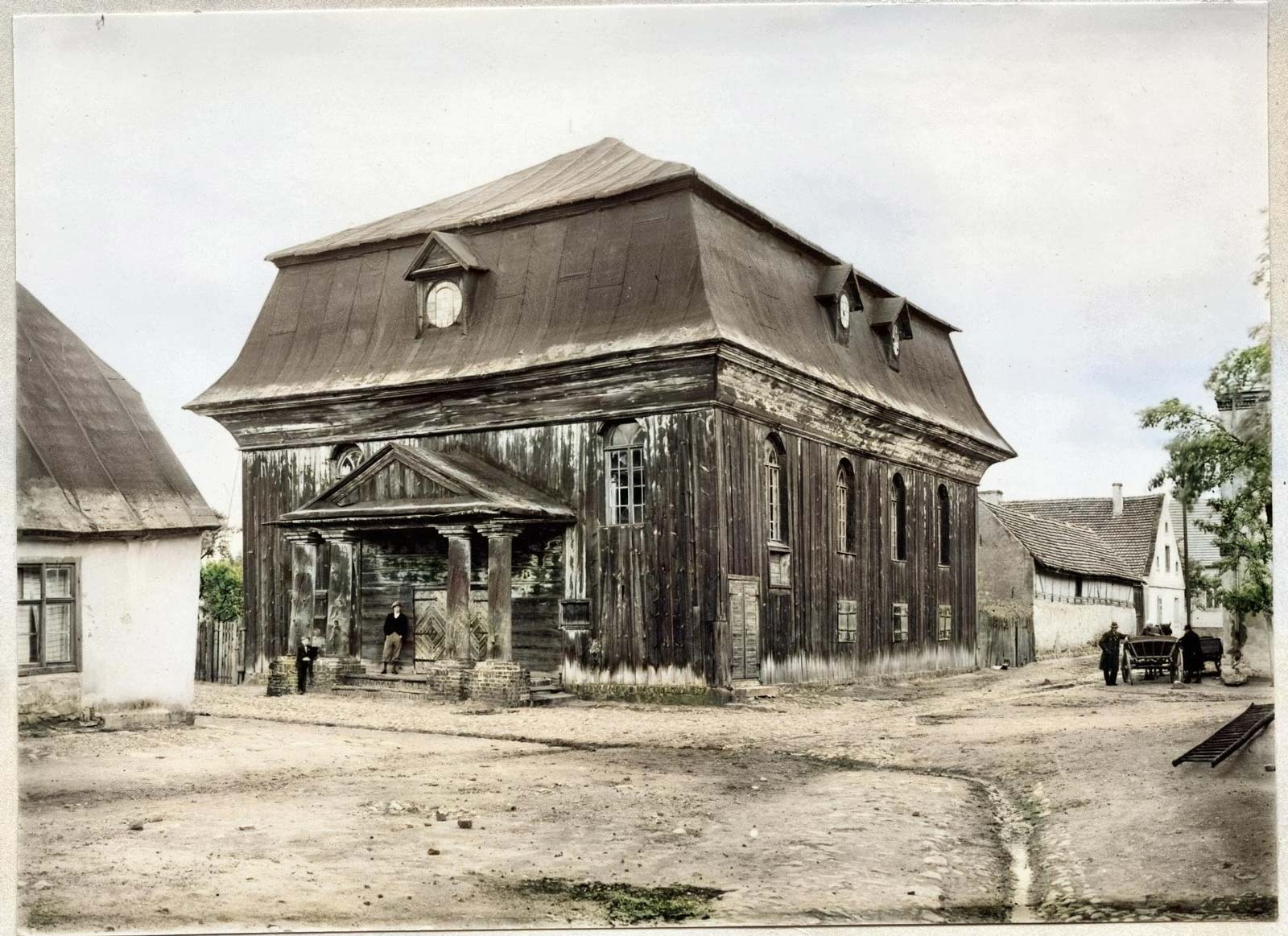
La synagogue de Kórnik

La synagogue de Kórnik est une synagogue en bois construite en 1768 et détruite par les Allemands en 1940 pendant la Seconde Guerre mondiale. 
Kórnik est une ville polonaise dans la voïvodie de Grande-Pologne, située à 25 km au sud-est de Poznań. La ville compte actuellement un peu plus de 7 500 habitats. 

## Synagogue

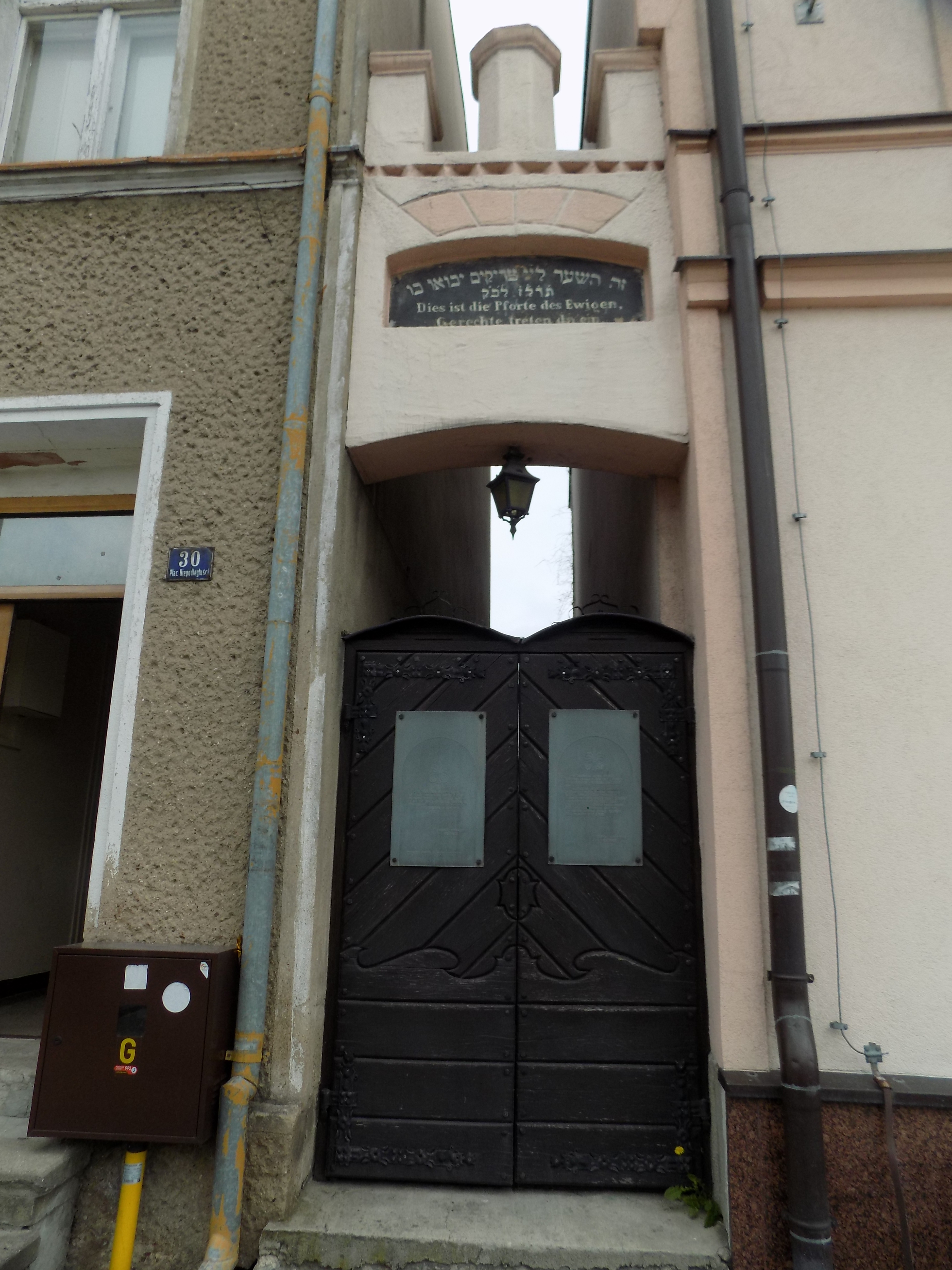
Entrée du Chas de l'aiguille

Les premières traces d'implantation juive dans la région de Kórnik remontent à 1618. À partir des années 1720, et plus précisément pendant la période où Teofila Szołdrska-Potulicka (1714-1790), propriétaire de Kórnik, gouverne la ville, la communauté juive de Kórnik connait une période favorable. Le plan de Teofila pour développer la ville est basé sur l'arrivée d'un grand nombre d'habitants et une reconstruction progressive après les destructions du siècle précédent.
La propriétaire accueille les artisans et commerçants  juifs et allemands et leur accorde de nombreux privilèges. Elle aide les guildes à se développer et, à la fin du siècle, la ville compte 187 artisans. À cette époque, la plupart des tailleurs, des bouchers, des fourreurs et le seul orfèvre sont juifs. 
En 1793-1795, la communauté juive compte 636 fidèles, soit un nombre plus élevé que de Polonais. Le plus grand nombre d'habitants juifs a Kórnik est enregistré en 1835 avec 1 226 Juifs.

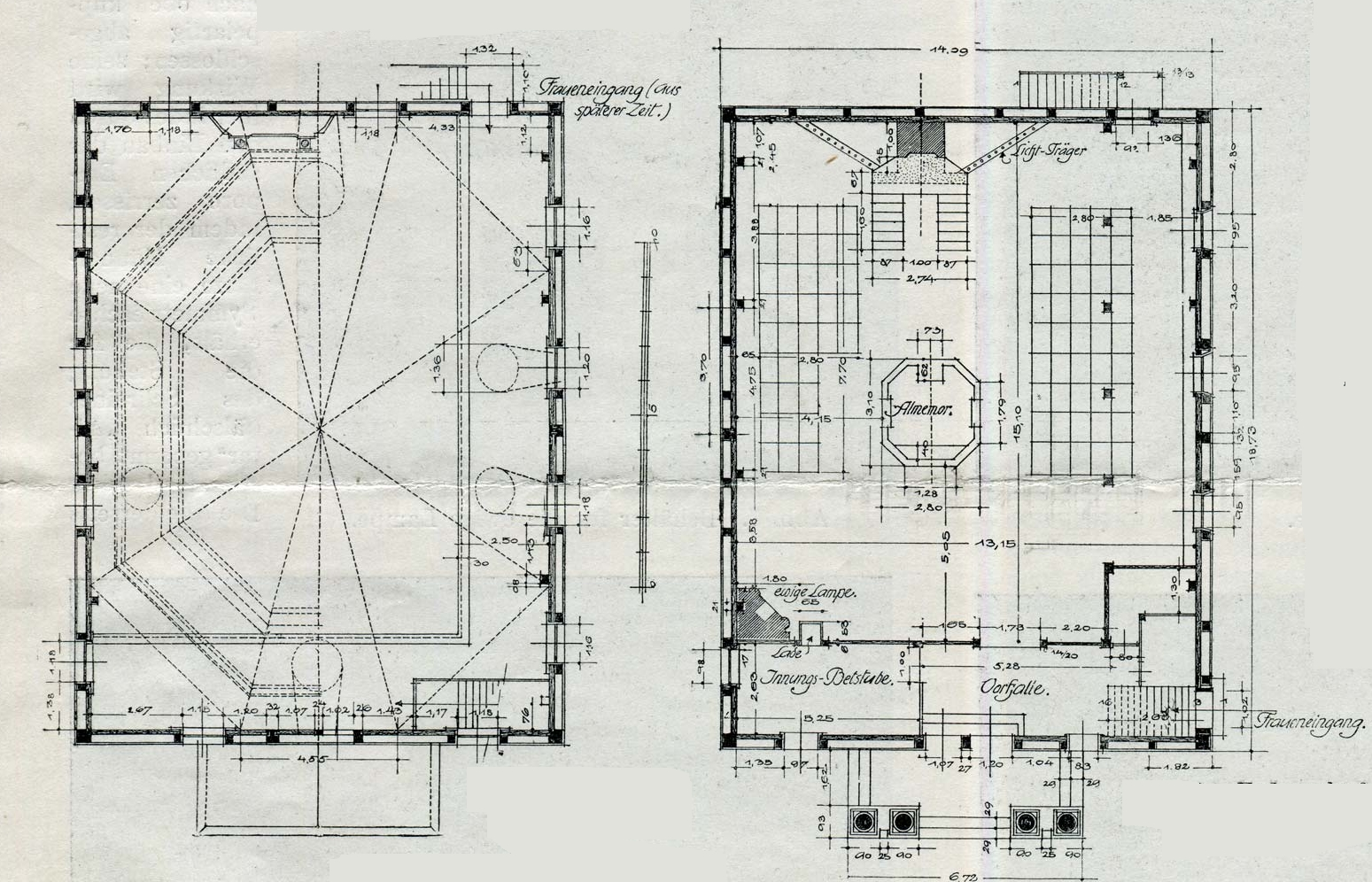
Plan du 1er étage et du rez-de-chaussée

La propriétaire va également financer l'édification d'une synagogue dans la seconde moitié du XVIIIe siècle, construite en 1767-1768 par Hillel Beniamin. Sur une gravure de 1798 de A. Sadebeck représentant une vue panoramique de la ville, la synagogue est décrite sous le nom de Juden Schule
À côté de la synagogue, on trouve un mikvé (bain rituel) réservé aux femmes et une salle pour l'abattage rituel de la volaille par le boucher.
La synagogue est construite sur un plan rectangulaire mesurant 15 x 12 mètres, orienté d'ouest en est. L'Arche Sainte richement décorée et surmontée des Tables de la Loi, est située sur le mur Est opposé à l'entrée, légèrement décalé vers la gauche par rapport à l'axe central. La galerie réservée aux femmes se situe au-dessus de l'entrée et sur le côté droit de la salle de prière. La Ner tamid (lampe éternelle) se trouve dans l'angle nord-ouest de la salle, dans une enceinte spéciale afin de protéger le bâtiment en bois des incendies. 
Intérieur de la synagogue

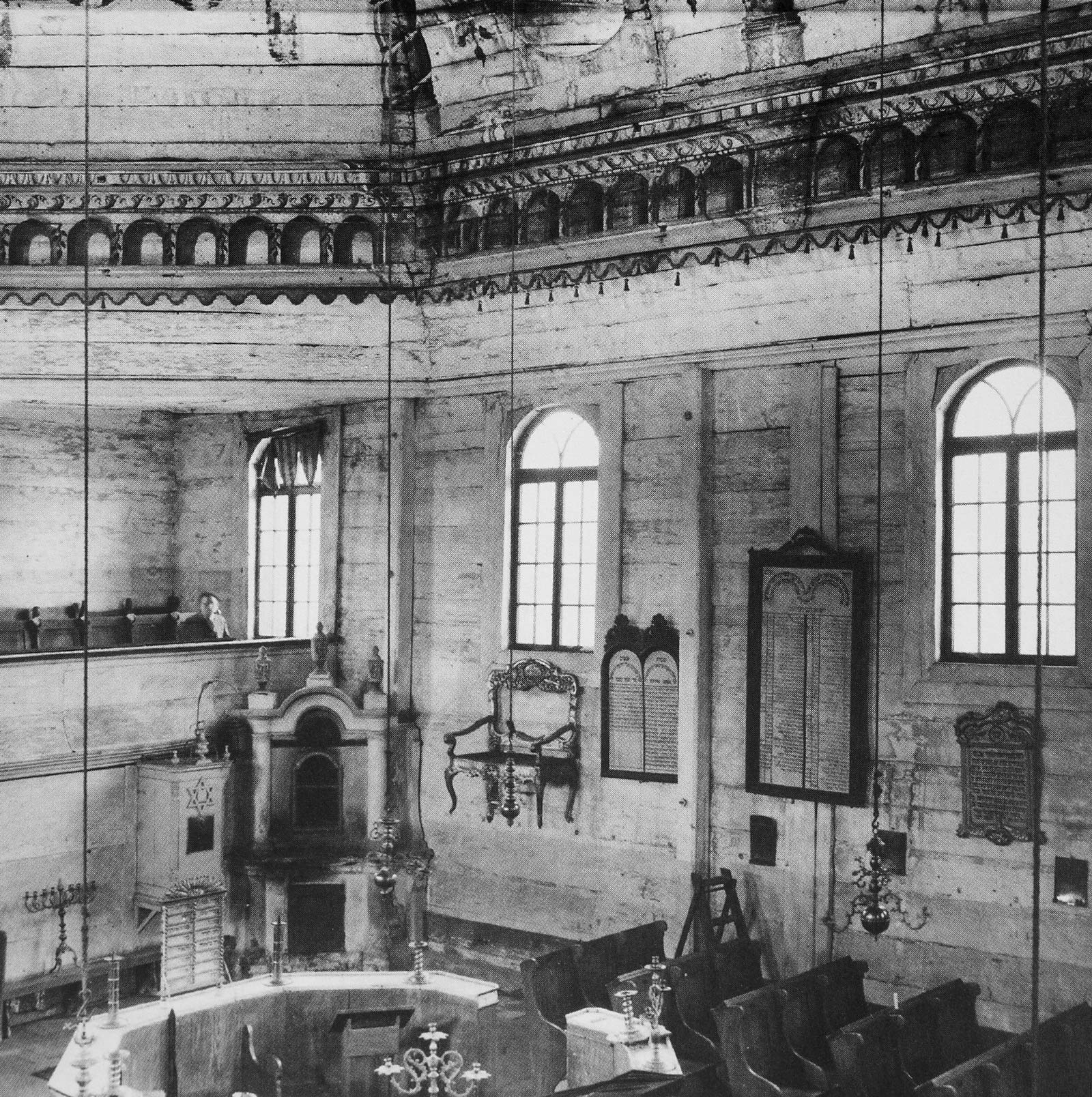
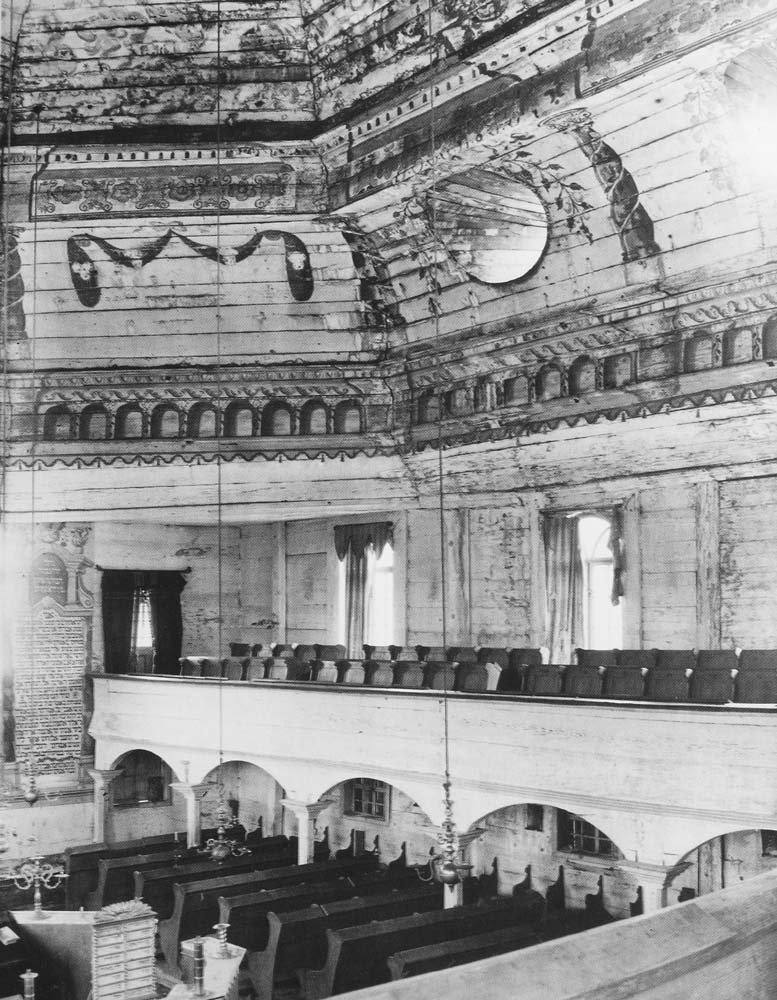
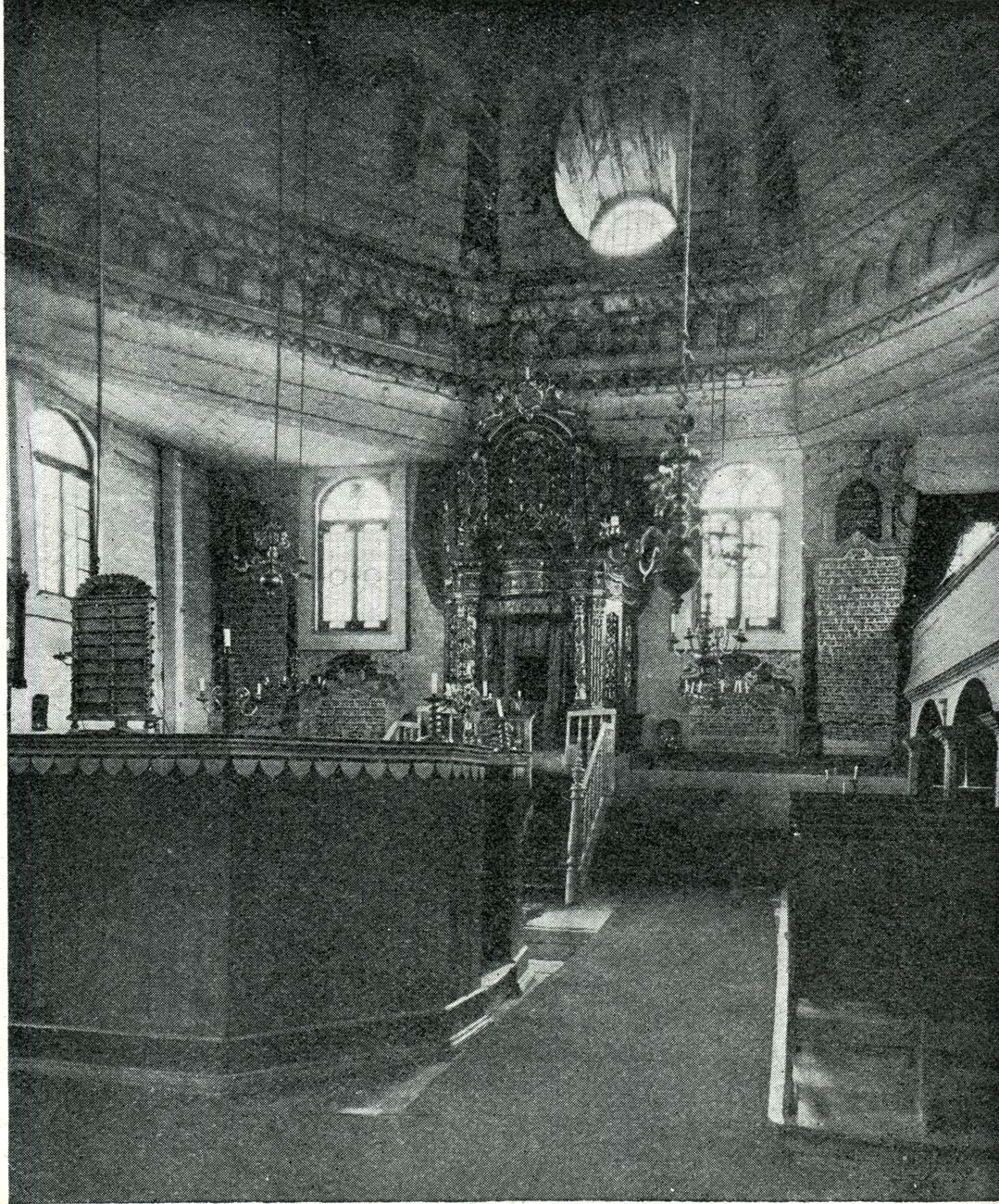
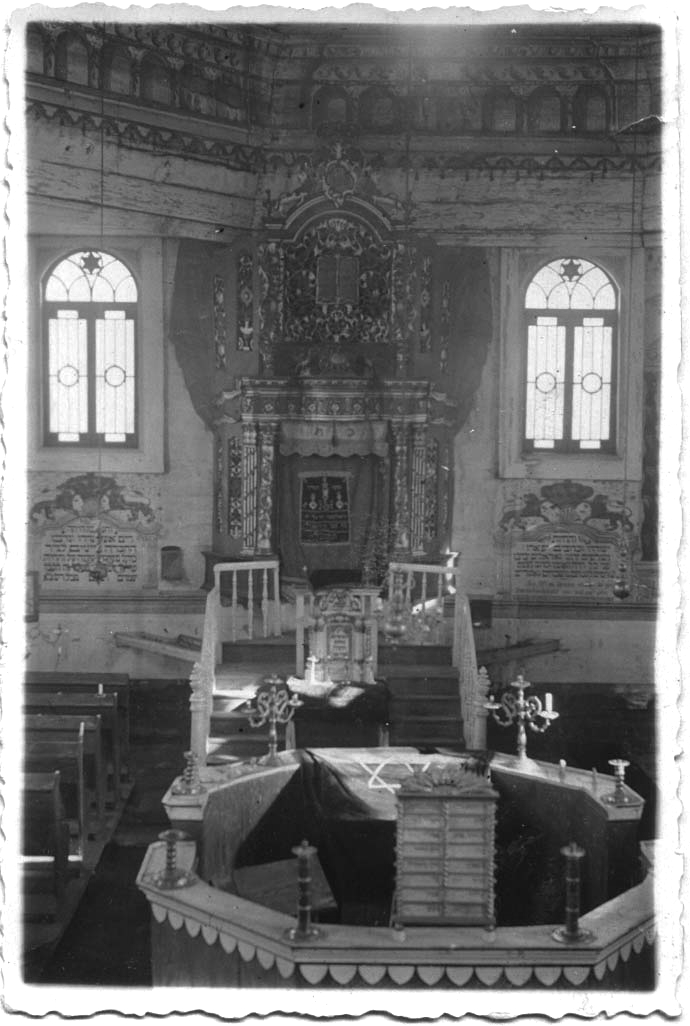
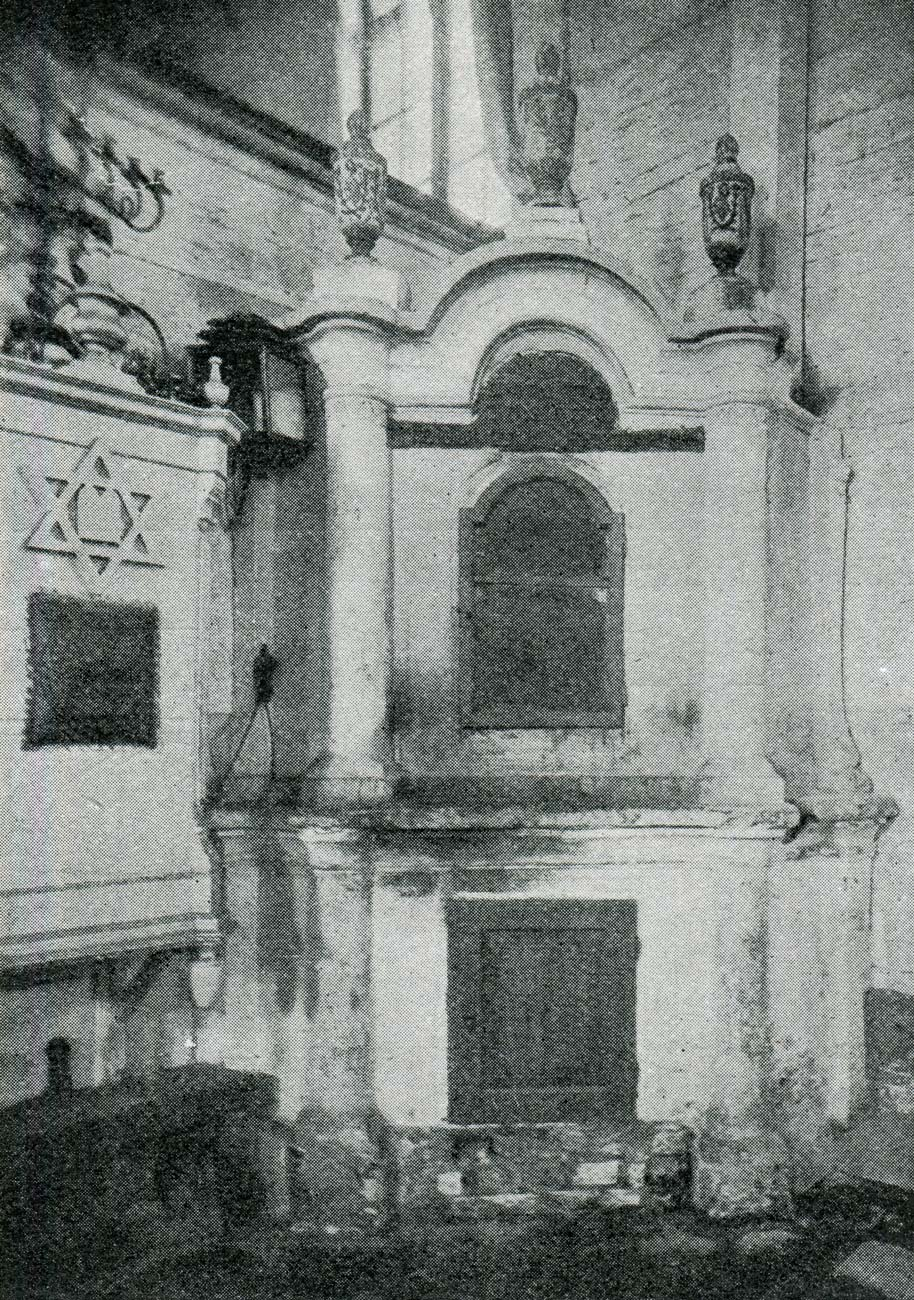

La communauté juive de Kórnik disparait pendant la Seconde Guerre mondiale, avec l'arrestation et l'extermination de ses membres par les forces nazies en 1939. La synagogue est démontée par les Allemands en 1940, et le bois récupéré. L'hiver 1940 ayant été rude, les planches et les poutres de la synagogue ont donc été rapidement utilisées comme combustible.
À l'été 1940, il n'y avait plus aucune trace de la synagogue.  

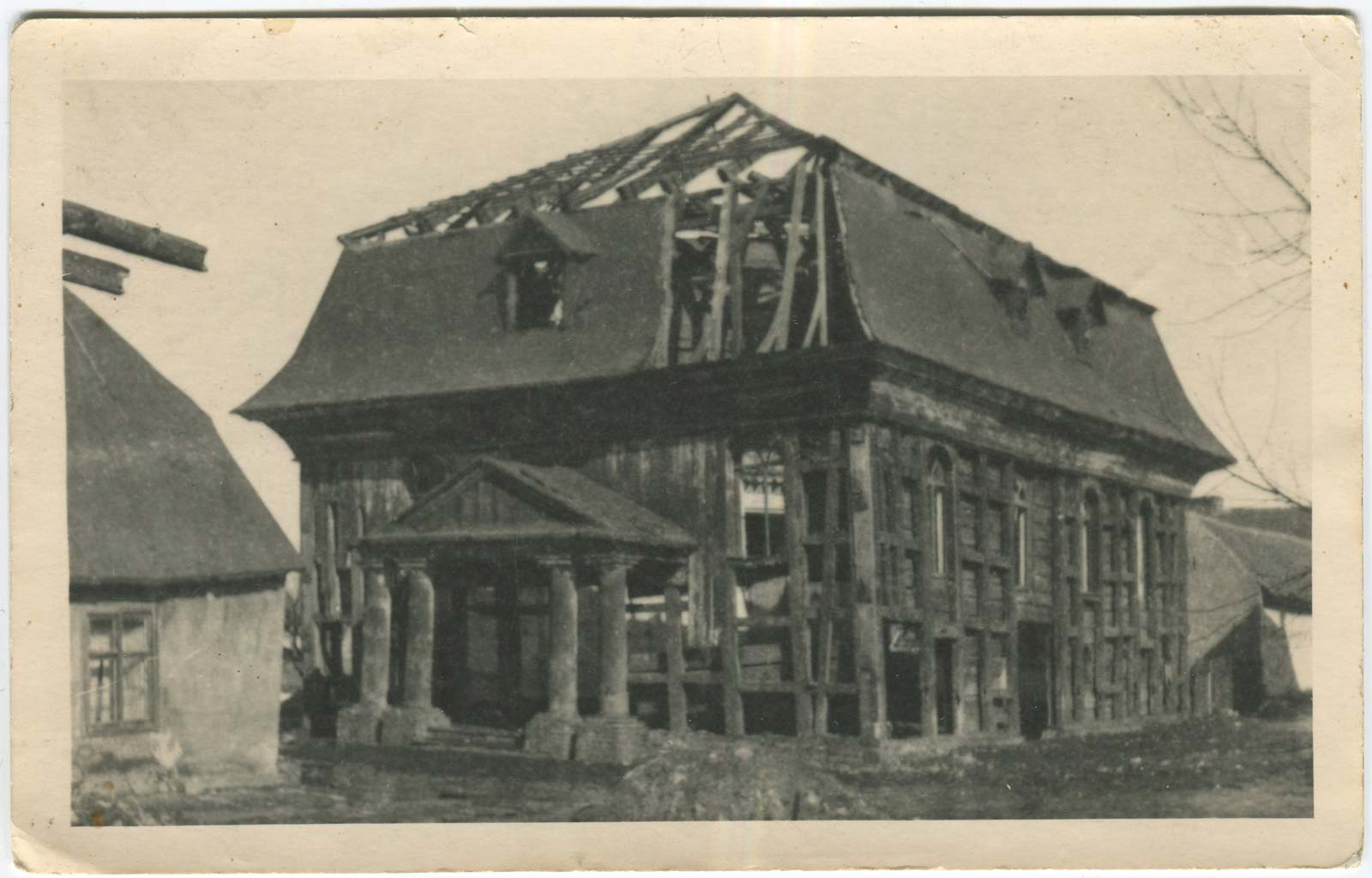
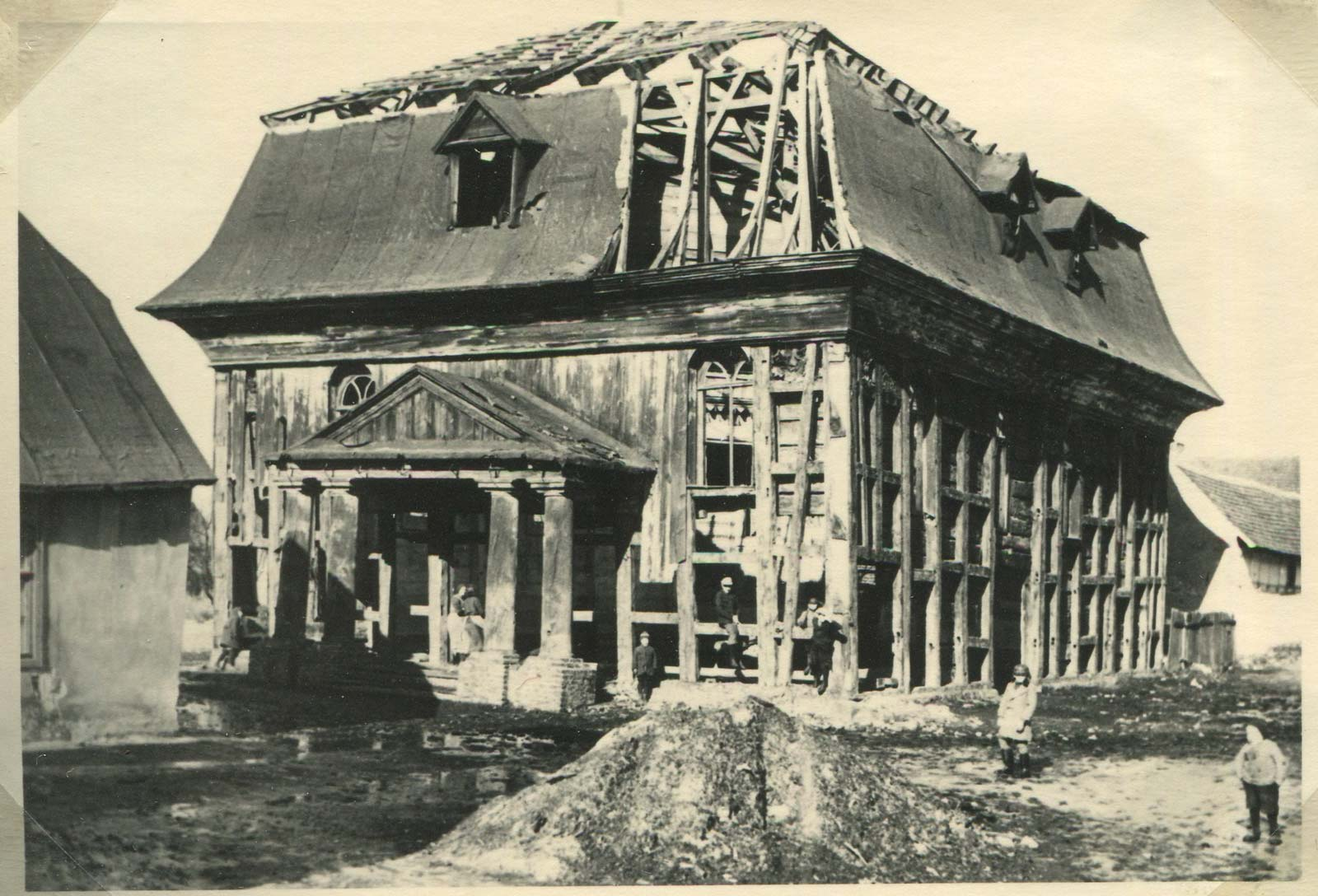
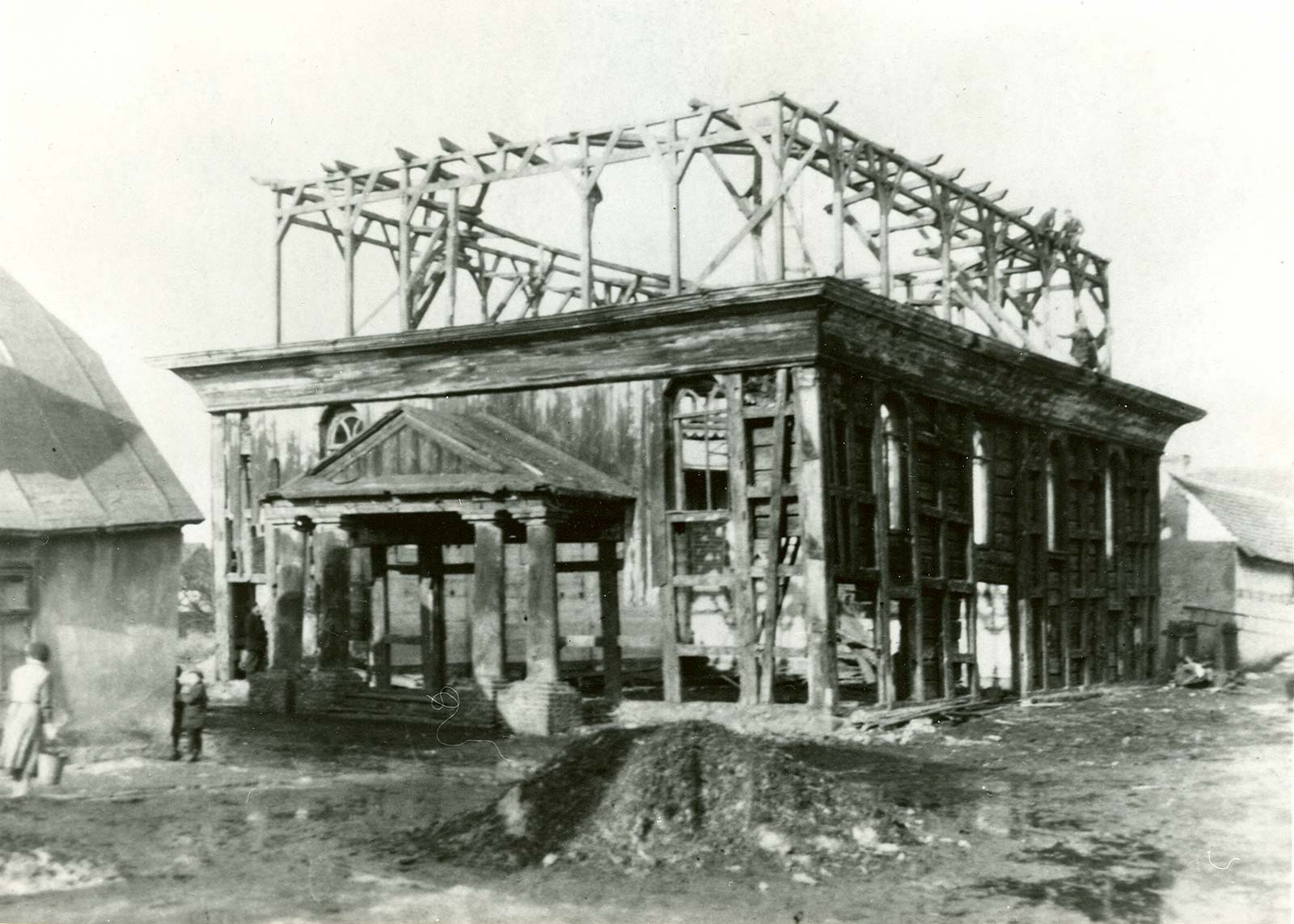
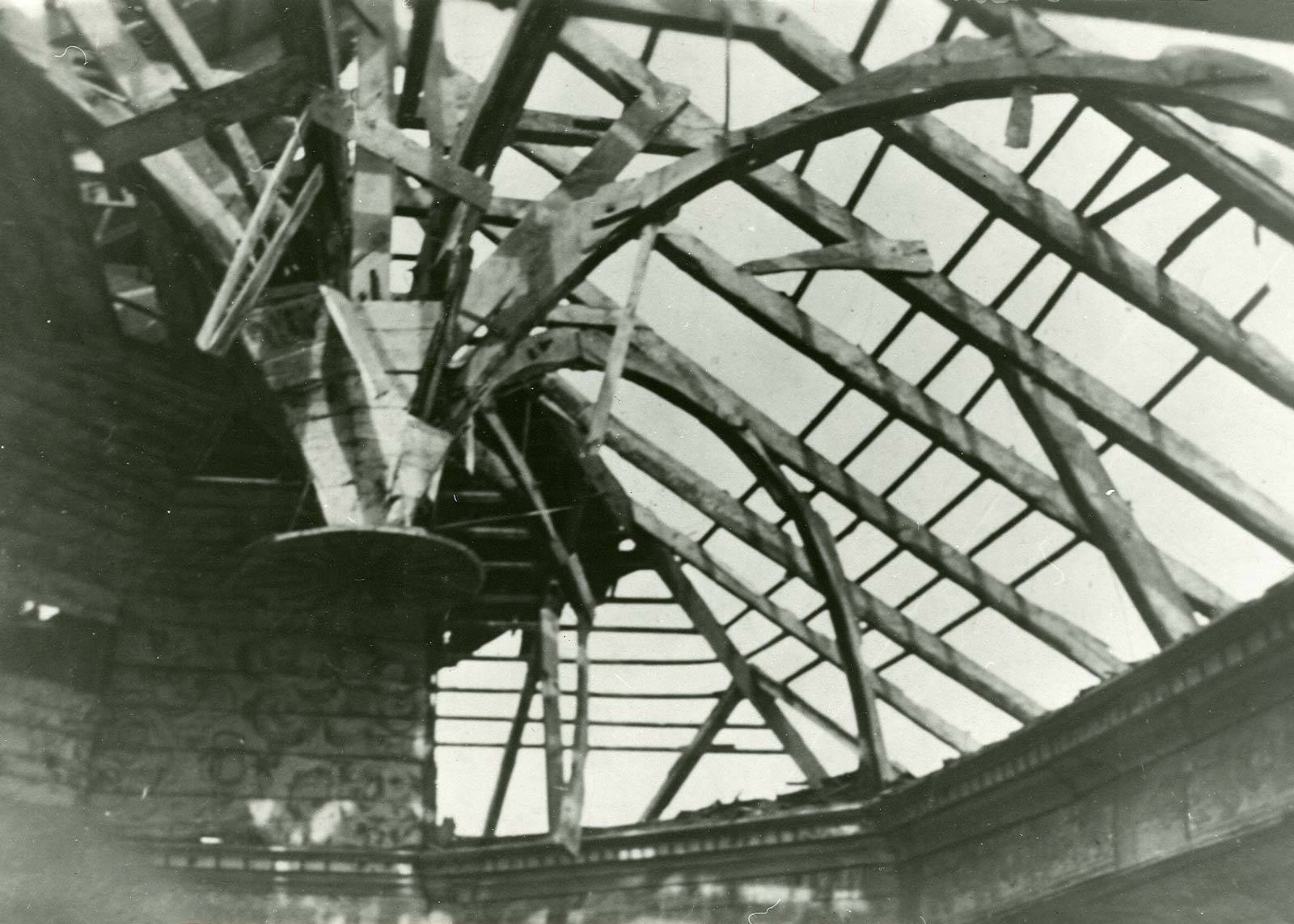

Destruction de la synagogue en 1940

## Le chas de l'aiguille
Aujourd'hui, l'existence de la synagogue est rappelée par un passage étroit entre deux maisons d'habitation, par où les Juifs se rendaient à pied de la place du marché jusqu'à la synagogue. Ce passage est communément appelé Uchem Igielny (le chas de l'aiguille) en raison de sa taille (1,5 x 10 mètres). Au-dessus de l'entrée, se trouve une inscription en hébreu et en allemand mentionnant le verset 118-20 du livre des Psaumes: "Voici la porte de l'Eternel: C'est par elle qu'entrent les justes.".
Dans le passage se trouve un lapidarium, où des pierres tombales du cimetière juif local ont été rassemblées dans les années 1980. Le Chas de l'Aiguille a été restaurée en 1979 grâce aux efforts du professeur d'archéologie Jerzy Fogel. Le lapidarium a été officiellement ouvert le 6 mai 1984. Ses portes ne sont  ouvertes qu'une fois par an, le 1er novembre 